# Robog az úthenger
A Robog az úthenger Bednai Nándor 1976-ban készült fekete-fehér, 6 részes magyar vígjátéksorozata.

## Történet
Nyírmadocsán, a kis nyírségi faluban él Józsi, az egykor az egész világot bejáró tengerész, dokkmunkás, istállófiú. Innen indul el úthengert szerezni kicsiny falujának, hogy végre legyen igazi út a községben. Amikor Józsi távol szeretett szülőföldjétől megszerzi a masinát, kalandos útra vállalkozik, keresztülrobog Magyarországon az ő kis rezedaszagú faluja felé.

## Szereplők
- Józsi – Szabó Gyula
- Veres Károly – Inke László
- Egyenes Pál – György László
- Újságíró – Sztankay István
- Gépkocsivezető – Kautzky József
- Bak Feri – Siménfalvy Sándor
- Karcsi – Dózsa László
- Milinger – Koncz Gábor
- Mathilde – Lorán Lenke
- Sobri – Bánhidi László
- Tófalvi – Zenthe Ferenc
- Axmann – Bárdy György
- Sámuelné – Szemes Mari
- Szalajka – Benkő Gyula
- Gajdos – Bessenyei Ferenc
- Gajdosné – Kállay Ilona
- Tokodi – Fillár István
- Játékvezető – Antal Imre
- Rózsika – Moór Marianna
- Elnök – Agárdy Gábor
- Gyula, edző – Bodrogi Gyula
- Margit, artista – Csongrádi Kata
- Irén, Margit nővére – Felföldi Anikó
- Szőts Pufi, konferanszié – Benkóczy Zoltán
- Kultúrház-igazgató – Tahi Tóth László
- Csillag Csilla, énekesnő – Cserháti Zsuzsa
- Rózsika, postahivatalnok – Vay Ilus
- Tűzoltó – Csonka Endre

## Epizódok
| # | Cím               | Rendező       | Író                           | Premier           |
| --- | ----------------- | ------------- | ----------------------------- | ----------------- |
| 1. | A holland bika    | Bednai Nándor | Bednai Nándor és Gerhardt Pál | 1977. január 29.  |
| Epizódszereplők: Ambrus András, Berényi Ottó, Bessenyei Emma, Bod Teréz, Csonka Endre, Dobos Ildikó, Gera Zoltán, Joó László, Kiss László, Kozák László, Kéri Edit, Kőmíves Sándor, Nagy István, Prókai István, Soós László, Zsolnai Tamás Nyírmadocsa falucska lakói évek óta kínlódnak az őszi esőzések megindulásakor. A bekötőút derékig sáros, nem tudnak kijutni a községből. Egy szerencsétlen kimenetelű balesetnél elhatározzák, hogy társadalmi munkában megépítik az utat. Egy úthengerre lenne szükségük, amit csak Zalából, egy ócska roncstelepen tudnak beszerezni. Józsit a tsz megbízza az úthenger megvásárlásával. Az üzlet sikerül, a csúcsforgalom miatt azonban nem tudja vasúton hazaküldeni, így elhatározza, hogy ráül az ócska masinára és hazaviszi falujába. |                   |               |                               |                   |
| 2. | Balatoni betyárok | Bednai Nándor | G. Kardos György              | 1977. február 12. |
| Epizódszereplők: Andai Györgyi, Bende László, Cser Tamás, Csákányi László, Darvas Magda, Dévai Hédi, Fekete István, Forgács László, Hollós Melitta, Horkai János, Kéry Gyula, Pongrácz Imre, Szabó Imre, Szigeti Géza, Szécsi Vilma, Szűri György, Tándor Lajos, Torma István, Zentay Ferenc Józsi az úthengerével útközben számtalan kalandba keveredik. Ez alkalommal a külföldi vendégek szórakoztatására s az idegenvezető segítségére beáll betyárnak. Egy ál-betyár azonban kifosztja a vendégeket s Józsi csak nagy nehézségek árán tudja visszaszerezni az elveszettnek hitt ékszereket. |                   |               |                               |                   |
| 3. | Az utolsó lakó    | Bednai Nándor | Várkonyi Mihály               | 1977. február 26. |
| Epizódszereplők: Bán Zoltán, Dévényi Cecília, Felvinczy Viktor, Ferencz László, Garamszegi Mária, Gosztonyi János, Greguss Zoltán, Gyimesi Pálma, Kárpáti Tibor, Nyisztor Imre, Szitányi András, Sáfár Anikó, Sörös Sándor, Thirring Viola, Téri Árpád, Varga Mátyás Józsi és az úthenger tovább folytatja útját keresztül az országon. Az úton Axmann, az életművész állítja meg, és kéredzkedik fel a kocsira. Axmann elmeséli élete történetét, és hamarosan Józsi is megtapasztalja, hogy nem könnyű az életművészek sorsa... |                   |               |                               |                   |
| 4. | Háromnapos ünnep  | Bednai Nándor | Kállai István                 | 1977. március 12. |
| Epizódszereplők: Ádám Tamás, Albert Ferenc, Antal László, Balázs János, Csurka László, Erdődy Kálmán, Galgóczy Imre, Gálvölgyi János, Halász Béla, Harkányi Ödön, Horváth Gyula, Kalocsai Kiss Ferenc, Kádár Flóra, Madaras Vilma, Mihályi Győző, Némethy Ferenc, Pogány Margit, Pásztor Ferenc, Szoó György, Tábori Nóra, Tóth Judit, Vincze Viktória, Viola Mihály, Vándor József, Vándor Éva, Zsadon Andrea Budapestre érkezik Józsi az úthengerrel, feltartva a főváros forgalmát. Ráadásul a lassú járgány elromlik. Még szerencse, hogy egy autószerelő műhely bejáratánál. A mester megjavítaná a muzeális gépet, de ezért hatezer forintot kér. Józsinak nincs pénze, a háromnapos ünnep miatt a falubeliekre sem számíthat, mivel nem tudja őket értesíteni. Még szerencse, hogy Józsi rafinált és nem fogy ki az ötletekből... |                   |               |                               |                   |
| 5. | Szép volt fiúk    | Bednai Nándor | Ágoston György                | 1977. március 26. |
| Epizódszereplők: Albert Ferenc, Bodor Tibor, Farkas Antal, Keresztessy Mária, Makay Sándor, Szerencsi Hugó, Vadas György, Velenczey István A Vak Bottyán nevezetű focicsapat vezetői és szurkolói kellemetlen problémával szembesültek. Falujuk labdarúgópályája olyan lestrapált, gidres-gödrös, hogy alkalmatlan a játékra. Nagy szerencséjükre a faluba téved Józsi az úthengerrel, így esélyük nyílik arra, hogy a segítségével rendbe hozzák a pályát. Az újabb gond az, hogy míg a vezetőség a karbantartást intézi, a csapat két sztárja, a „Lajosok” úgy berúgnak egy helybéli lakodalomban, hogy másnap biztosan nem tudnak játszani. Ezt megtudván az egyesületi elnök és az edző mindent megtesznek azért, hogy Józsi másnap hajnalban ne tudja lehengerelni a pályát. A véletlennek és Józsi kiváló kondíciójának köszönhetően minden ármánykodásuk kudarcba fullad. A focimeccset megrendezik, így Józsi nem tehet mást, ott marad, hogy megmentse a falu és a csapat becsületét. |                   |               |                               |                   |
| 6. | Kultúrház avatás  | Bednai Nándor | Verebes István                | 1977. április 9.  |
| Epizódszereplők: Bakó Márta, Gaál János, Gyenge Árpád, Hegedűs Erzsébet, Henkel Gyula, Horváth Pál, Keresztes Pál, Képessy József, Molnár Gergely, Pethes Ferenc, Somogyvári Pál, Sándor Iza, Vajda Viola Józsi az útja vége felé közeledve összefut Margittal, egy fiatal akrobatával, aki éppen meggondolatlan tettre készül. Sikerül a lányt megszöktetnie, hogy elvigye Petneházára egy fellépésre. Az ünnepi rendezvényt számtalan előre nem látható esemény gátolja. A kultúrház igazgatója már az öngyilkosság gondolatát forgatja a fejében. Józsi, mielőtt hazaérne rég nem látott községébe, a közművelődés hányattatott ügye mellé áll. Kiváló ötleteivel, cselekvő közreműködésével felejthetetlen estét szerez a kultúrházavatásra összegyűltek számára. Az utolsó hőstett után hazaér rezedaszagú kis falujába, ahol szeretettel, tisztelettel várják. |                   |               |                               |                   |

## További stábtagok
- sorozatötlet: Gát György
- dramaturg: Ágoston György
- szinkronrendező: Hazai György
- gyártásvezető: Sike István
- díszlet: Drégely László